# Gerda Lie Kaas
Gerda Lie Kaas (* 11. Juni 2006 in Kopenhagen) ist eine dänische Schauspielerin.

## Leben
Gerda Lie Kaas wuchs gemeinsam mit ihrer jüngeren Schwester Esther (* 2010) in Kopenhagen auf. Sie ist die Tochter des Schauspielers Nikolaj Lie Kaas und der Maskenbildnerin Anne Langkilde. Ihre Großeltern waren der Schauspieler Preben Kaas und die Schriftstellerin Anne Marie Lie.
Gerda Lie Kaas absolvierte ihre Schauspielausbildung an der Danske Filmskole. Bereits einige Jahre zuvor stand sie als 9-Jährige in einer Fernsehserie als Schauspielerin vor der Kamera. Ihre erste Hauptrolle spielte sie im Jahr 2018 in dem Fantasy-Film Wildhexe. Sie ist vereinzelt auch am Theater tätig.

## Filmografie
- 2015–2016: Motor Mille og Bornebanden (Fernsehserie)
- 2018: Wildhexe (Vildheks)
- 2020: The Investigation – Der Mord an Kim Wall (Efterforskningen, Fernsehserie)
- 2021: Try Hard (Fernsehserie)
- 2023: Agent (Fernsehserie)